# Phylidorea (Phylidorea) longicornis longicornis
Phylidorea (Phylidorea) longicornis longicornis is een ondersoort van de tweevleugelige Phylidorea (Phylidorea) longicornis uit de familie steltmuggen (Limoniidae). De ondersoort komt voor in het Palearctisch gebied.